# جوني سكوت
جوني سكوت هو عازف ساكسفون ومغني كندي، ولد في 1938 في بوفالو في الولايات المتحدة، وتوفي في 20 أبريل 2010 في مونتريال في كندا.

## وصلات خارجية
- جوني سكوت على موقع ميوزك برينز (الإنجليزية)
- جوني سكوت على موقع ديسكوغز (الإنجليزية)